# Music from Two Basses
Music From Two Basses est un album de Dave Holland et Barre Phillips.

## Description
Comme son titre le suggère, cet album est la rencontre de deux bassistes, Dave Holland et Barre Phillips, qui jouent sans accompagnement. Ce rare concept anti-commercial et exigeant pour l’auditeur parvient néanmoins à séduire grâce à la communication intime de styles de jeu très différents mais complémentaires et un dialogue permanent,.

## Titres
1. Improvised Piece I (Holland, Phillips) (10:33)
2. Improvised Piece II (Holland, Phillips) (7:46)
3. Beans (Phillips) (3:10)
4. Raindrops (Holland) (4:13)
5. May Be I Can Sing It For You (Phillips) (1:48)
6. Just A Whisper (Holland) (4:57)
7. Song For Clare (Holland) (4:52)

## Musiciens
- Dave Holland – Contrebasse, Violoncelle
- Barre Phillips - Contrebasse